# Nijnsel
Nijnsel est un village situé dans la commune néerlandaise de Meierijstad, dans la province du Brabant-Septentrional. Le 1er janvier 2007, le village comptait environ 2 600 habitants.

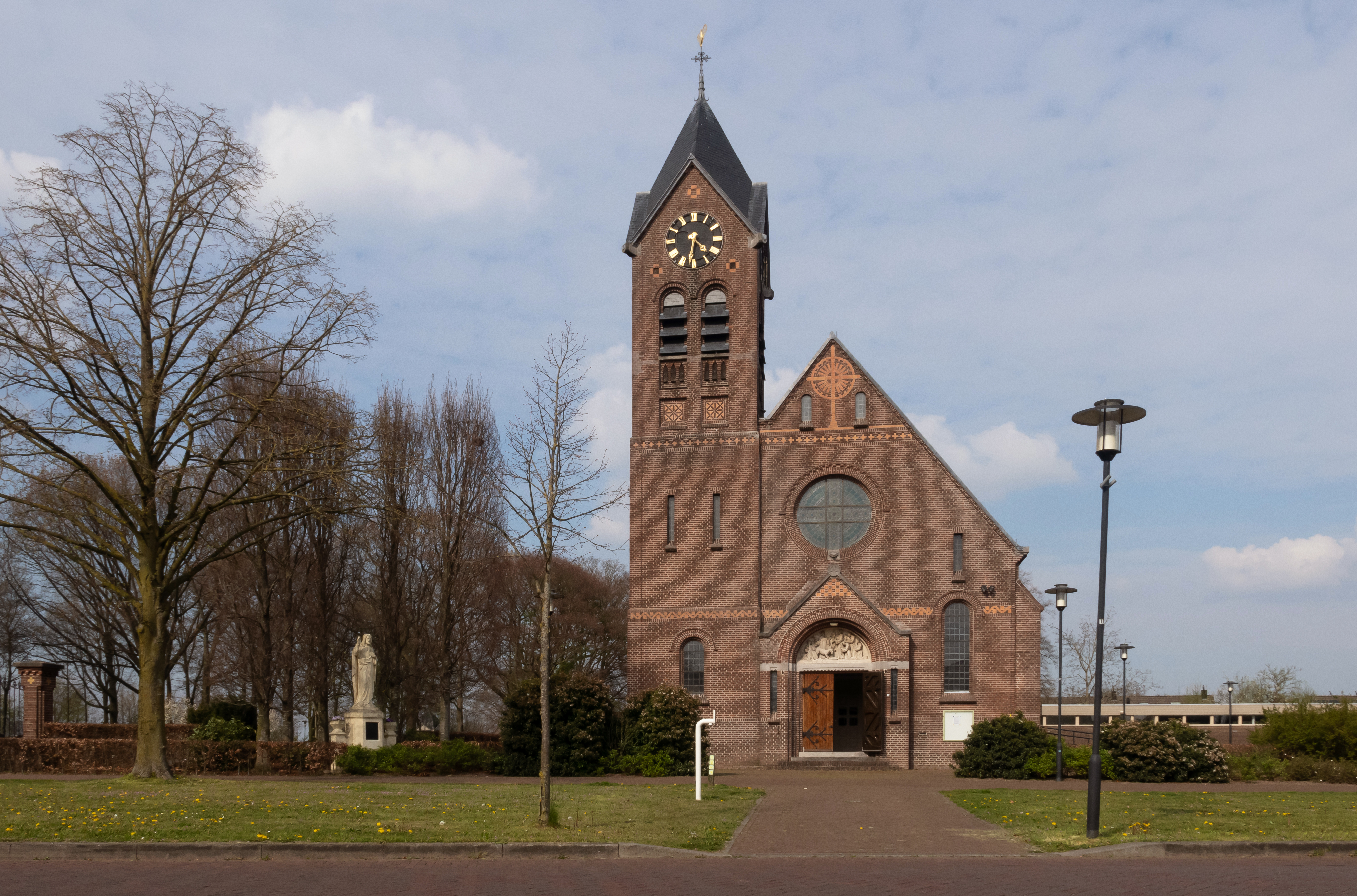
Nijnsel, l'église : la Parochiekerk et la sculpture (Heilig Hartbeeld)